# Piazza dei Martiri (Carpi)
Piazza dei Martiri a Carpi è per estensione una delle più grandi piazze italiane. Le sue origini sono legate al periodo rinascimentale ed alla casata dei Pio di Savoia.

## Storia
La piazza assunse la forma e la dimensione recenti già all'inizio del XVI secolo quando vennero costruiti i portici e anche il castello venne completato nei suoi diversi corpi di fabbrica (solo la torre dell'orologio venne ultimata nel XVII secolo).

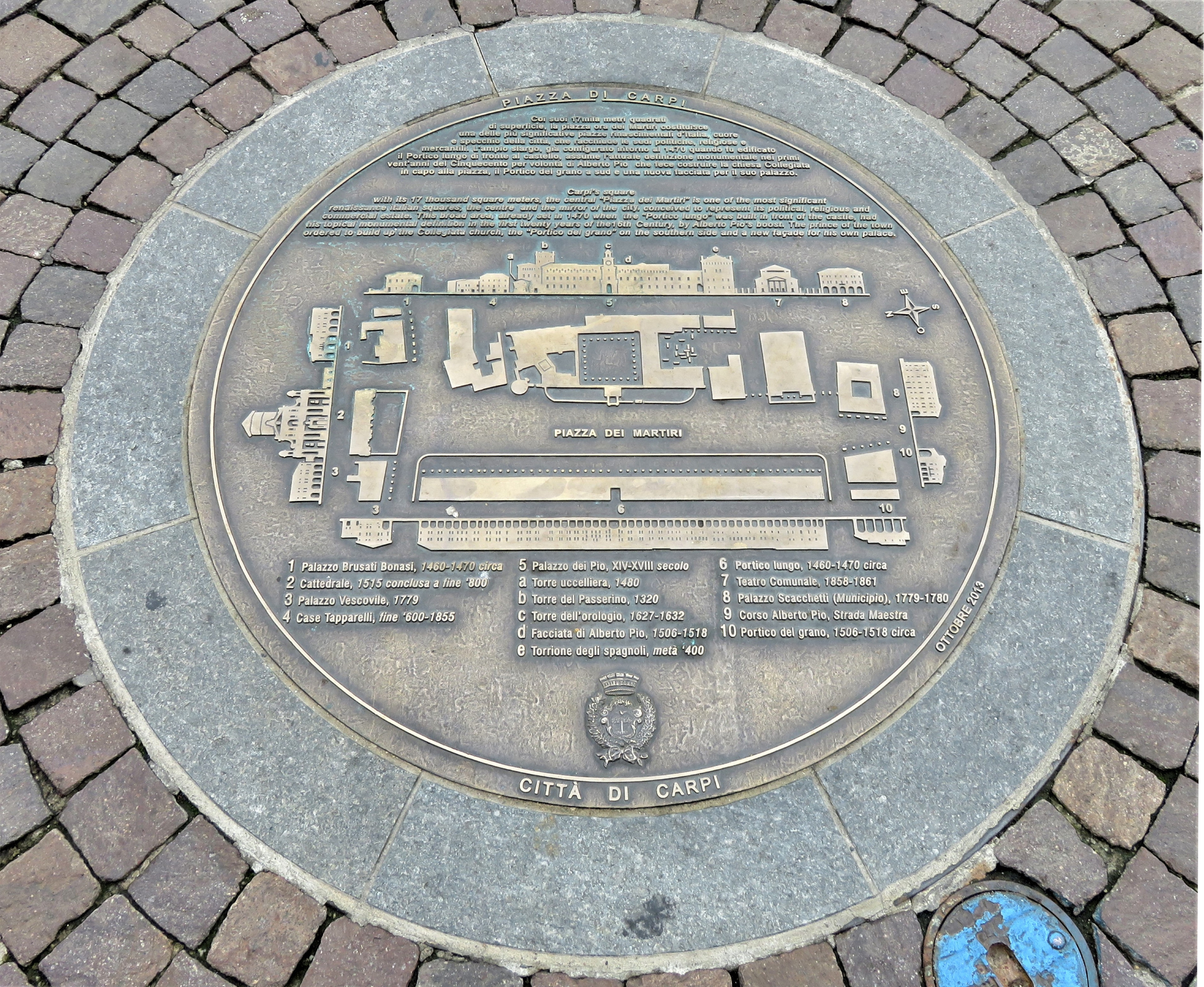
Piazza dei Martiri in una pianta coi suoi principali edifici monumentali.

Rappresenta sin dalla sue origini il centro della vita cittadina e su di essa si affacciano gli edifici sede del potere religioso, politico ed aristocratico costituiti dal duomo, dal castello (che fu anche dimora principesca con a lato la torre delle prigioni o Torrione degli Spagnoli), e le abitazioni signorili cittadine come palazzo Brusati e le case Tapparelli. In tempi posteriori sulla piazza rinascimentale venne costruito il teatro, prestigioso centro culturale e palazzo Scacchetti (poi sede del municipio) e a lato del duomo fu edificato il palazzo vescovile.
Nell'aprile del 2017 Papa Francesco si è recato in visita a Carpi ed ha pronunciato un'omelia in piazza Martiri ricordando il terremoto del 2012.

## Origine del nome
A lungo, dopo l'unità nazionale, il nome fu piazza Vittorio Emanuele. Nel secondo dopoguerra del XX secolo, dopo l'eccidio compiuto nel 1944 da parte dei fascisti di 16 persone, la piazza venne intitolata al loro ricordo e un monumento venne posto ai piedi del castello. Il grave fatto di sangue avvenne il 16 agosto 1944 in conseguenza dell'uccisione del capo della milizia Filiberto Nannini da parte dei partigiani.

## Descrizione
Per estensione la piazza è una delle più vaste d'Italia ed è il centro della vita cittadina. Mantiene una struttura rinascimentale, racchiusa tra portici ed edifici monumentali storici. Settimanalmente vi si tiene il mercato ed è utilizzata per diverse manifestazioni di rilevanza locale e nazionale e anche per eventi straordinari. Nel 2019 ha ospitato l'11ª tappa del Giro d'Italia.

## Luoghi d'interesse

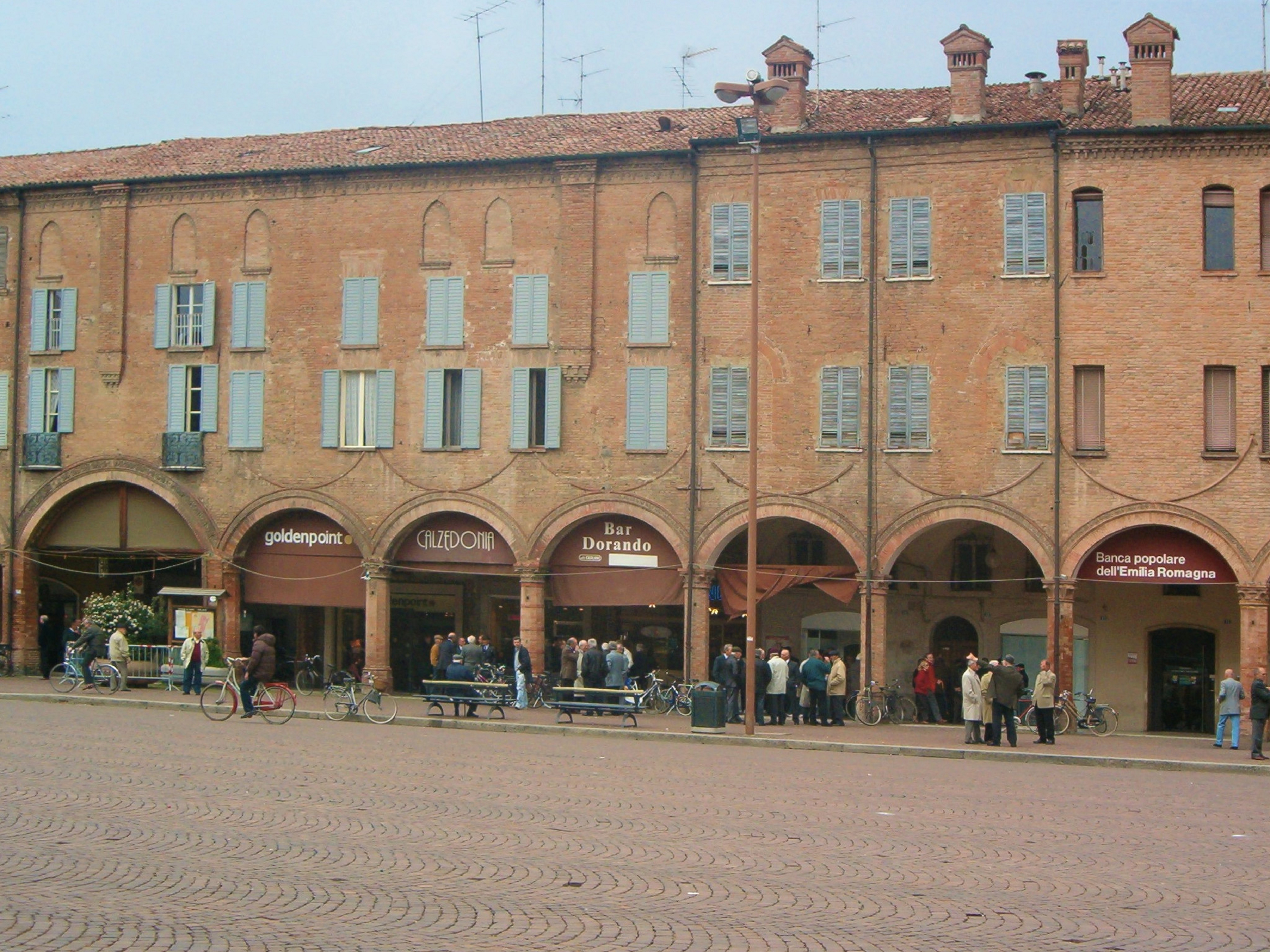
Portico Lungo.

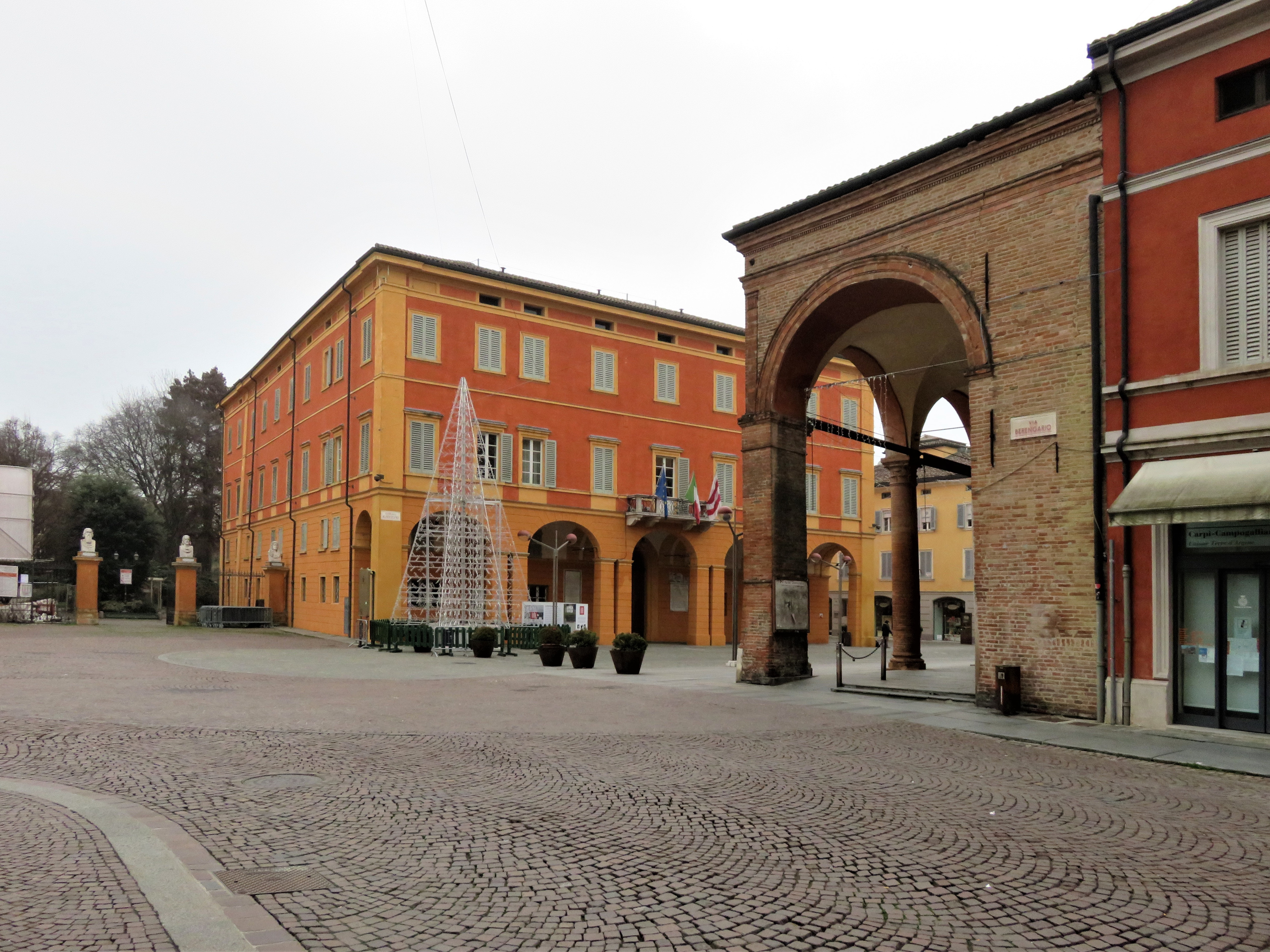
Palazzo del Municipio e Portico del Mercato del Grano.

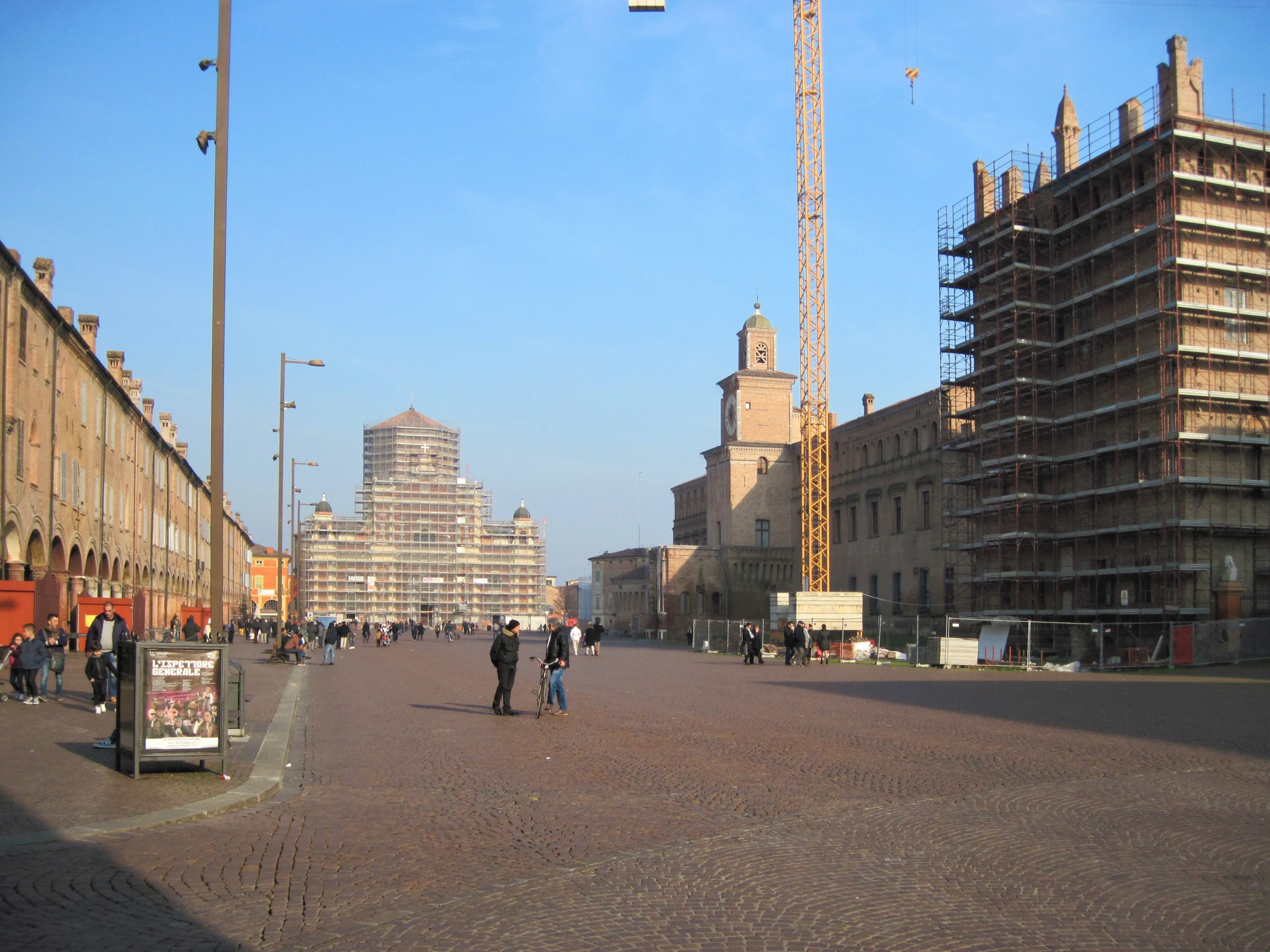
Piazza dei Martiri. Cantieri aperti dopo il terremoto dell'Emilia del 2012.

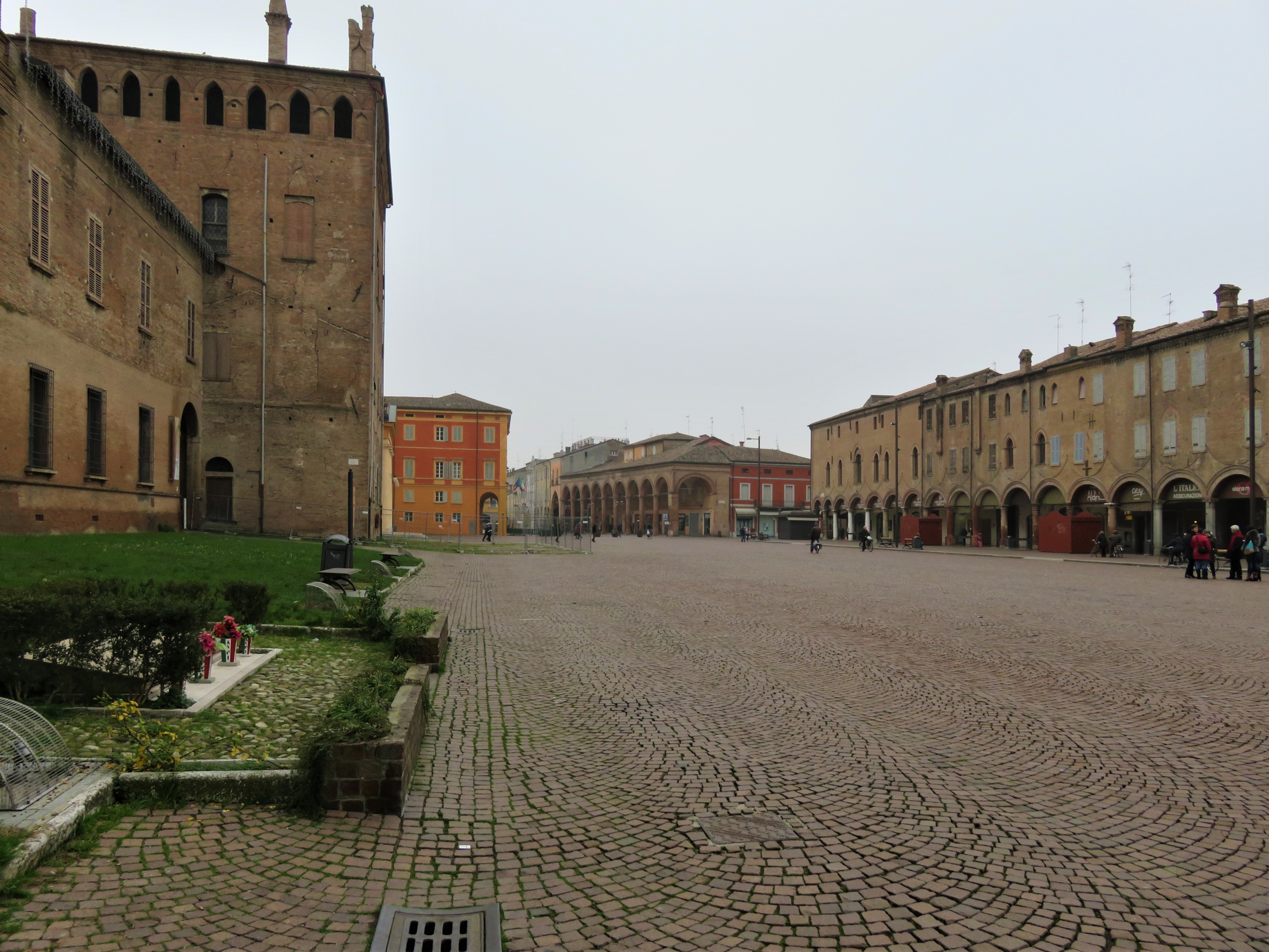
Monumento ai Martiri di Carpi, sotto le mura del castello.

- Portico Lungo, a occidente della piazza. Viene caratterizzato da 52 arcate arricchite da decorazioni in cotto che appartengono ad edifici di uguale altezza e risalenti al XV secolo. Il portico al centro ha un volto di maggiori dimensioni che permette l'accesso solo pedonale dalla via Paolo Guaitioli. Il portico permette di attraversare in tutta la sua lunghezza la piazza ed è un importante luogo per incontri ed attività commerciali.
- Duomo, edificato a partire dal 1514 per volere di Alberto III Pio e ultimato nel XVIII secolo. Ha subito ingenti danni col terremoto dell'Emilia del 2012. L'edificio occupa il lato nord della piazza e la domina prospetticamente in tutta la sua lunghezza.
- Castello dei Pio, composto da più corpi edificati a partire dallXI secolo e portato al suo massimo splendore da Alberto III Pio e dalla sua famiglia. Occupa, con il teatro, il lato orientale della piazza.
- Teatro comunale, edificato nella seconda metà del XIX secolo in stile neoclassico su progetto di Claudio Rossi.
- Monumento ai Martiri di Carpi, sotto le mura del castello.
- Palazzo Scacchetti, sede del Municipio.
- Portico del Mercato del Grano, posto sul lato sud, dove inizia corso Alberto Pio.